# David Lammy
David Lindon Lammy, född 19 juli 1972 i Archway i London i Storbritannien, är en brittisk jurist och politiker för Labour Party. Sedan juli 2024 är han Storbritanniens utrikesminister.

## Biografi

### Uppväxt och utbildning
David Lammys föräldrar, David och Rosalind Lammy, invandrade till Storbritannien från Guyana. Han växte upp i Tottenham, från tolv års hos sin mor tillsammans med fyra syskon. Han studerade juridik på School of Oriental and African Studies vid University of London, varefter han blev antagen som domstolsjurist 1994 vid Lincoln's Inn i London. Han studerade vidare på Harvard Law School, där han tog en magisterexamen 1997.

### Yrkesliv
David Lammy arbetade efter studierna som advokat 1997–2000. År 2000 valdes han till parlamentsledamot för Tottenham och var fram till 2003 underhusets yngste ledamot.
År 2002 utnämndes han av premiärminister Tony Blair till juniorminister för grundlagsfrågor. Tony Blair utnämnde honom senare 2003 till kulturminister, vilket han var till 2007, och därefter under Gordon Brown juniorminister för innovations-, universitets- och yrkesutbildningsfrågor samt 2008–2009 till minister för högre utbildning.
Efter konservativa partiets valseger 2010 var David Lammy vanlig parlamentsledamot (så kallad "backbencher"). År 2020 utnämndes han av oppositionsledaren Keir Starmer till justitieminister i skuggkabinettet och 2021 till skuggutrikesminister.
Efter parlamentsvalet i juli 2024 utnämndes David Lammy till utrikesminister.

### Privatliv
David Lammy gifte sig 2005 med konstnären Nicola Green.